# نائب رئيس جمهورية الصين الشعبية
نائب رئيس جمهورية الصين الشعبية ويطلق عليه عادةً نائب رئيس الصين هو نائب رئيس جمهورية الصين الشعبية، وممثل دولة للصين. ووفقا للدستور، فإن الواجب الأساسي لنائب الرئيس هو مساعدة الرئيس في واجباته. ويتولى نائب الرئيس أيضًا الرئاسة في حالة خلو المنصب حتى ينتخب المجلس الوطني لنواب الشعب الصيني رئيس جديد. نائب رئيس الصين الحالي هو هان زهنغ، الذي تولى منصبه في 10 مارس 2023.

## التاريخ
أنشئ منصب نائب رئيس الدولة لأول مرة بموجب دستور عام 1954 مع منصب الرئيس. وألغي أيضا إلى جانب رئيس الدولة في الدستور الجديد الذي اعتمده المجلس الوطني الرابع لنواب الشعب (NPC) في عام 1975.
أرجع المنصب في دستور عام 1982 مع منصب الرئيس. ويفرض الدستور الجديد حدودًا لفترة ولاية المنصب، وينص على أنه لا يمكن للرئيس ونائب الرئيس أن يخدما أكثر من فترتين متتاليتين.
أقرت الجلسة الأولى للمجلس الوطني الثالث عشر لنواب الشعب الصيني في 11 مارس 2018، بأغلبية 2958 صوتًا مؤيدًا وعارضين وامتناع ثلاثة عن التصويت، تعديلًا دستوريًا ألغى الحدود الزمنية السابقة للرئيس ونائب الرئيس. انتخب وانغ كيشان نائبًا للرئيس خلال الجلسة، كان عضوًا متقاعدًا في اللجنة الدائمة للمكتب السياسي. خلف هان زهنغ وانغ تشيشان في منصب نائب الرئيس في عام 2023 هو أيضًا عضوًا متقاعدًا في اللجنة الدائمة للمكتب السياسي.

## الانتخابات
وفقا للقانون الأساسي للمجلس الوطني لنواب الشعب الصيني، وهو أعلى جهاز لسلطة الدولة دستوريا في الصين ترشح هيئة رئاسة المجلس الوطني لنواب الشعب الصيني نائب الرئيس. على الرغم من أن هيئة الرئاسة يمكنها نظريًا ترشيح عدة مرشحين للرئاسة، مما يؤدي إلى أن تكون الانتخابات تنافسية، فقد قامت دائمًا بتسمية مرشح واحد للمنصب.

## القائمة
أجيال القيادة الصينية
  الإدارة الأولى

  الإدارة الثانية

  الإدارة الثالثة

  Hu–Wen Administration
  Xi–Li Administration/Xi Jinping Administration

### الحكومة الشعبية المركزية (1949–1954)
نواب رئيس الحكومة الشعبية المركزية
(1 أكتوبر 1949 – 27 سبتمبر 1954)
1. تشو دي
2. ليو شاوتشي
3. سونغ تشينغ لينغ
4. Li Jishen
5. Zhang Lan
6. Gao Gang (حتى انتحاره في 17 أغسطس 1954)

### الدستور الأول (1954-1975)
| الصورة      | الصورة                                | الاسم (الميلاد–الوفاة) الدائرة الانتخابية  | الاسم (الميلاد–الوفاة) الدائرة الانتخابية | الفترة         | الفترة        | مجلس الشعب الصيني | الرئيس       |
| ----------- | ------------------------------------- | ------------------------------------------ | ----------------------------------------- | -------------- | ------------- | ----------------- | ------------ |
| 1           |                                       | تشو دي 朱德 (1886–1976) سيتشوان            | تشو دي 朱德 (1886–1976) سيتشوان           | 27 سبتمبر 1954 | 27 أبريل 1959 | الأول             | ماو تسي تونغ |
| 1           | أول نائب لرئيس جمهورية الصين الشعبية. | تشو دي 朱德 (1886–1976) سيتشوان            | تشو دي 朱德 (1886–1976) سيتشوان           |                |               |                   |              |
| 2           |                                       | سونغ تشينغ لينغ 宋庆龄 (1893–1981) شانغهاي | دونغ بيوو 董必武 (1886–1975) خوبي         | 27 أبريل 1959  | 17 يناير 1975 | الثاني · الثالث   | ليو شاوتشي   |
| 2           | شغلت منصب نائب الرئيس بالاشتراك.      | سونغ تشينغ لينغ 宋庆龄 (1893–1981) شانغهاي | دونغ بيوو 董必武 (1886–1975) خوبي         |                |               |                   |              |
| ألغي المنصب |                                       |                                            |                                           |                |               |                   |              |

### الدستور الرابع (1982 إلى الوقت الحاضر)
| الصورة | الصورة | الاسم (الميلاد–الوفاة) الدائرة الانتخابية  | الفترة        | الفترة       | مجلس الشعب الصيني         | الرئيس        |
| ------ | --- | ------------------------------------------ | ------------- | ------------ | ------------------------- | ------------- |
| 3      | | Ulanhu 乌兰夫 (1907–1988) منغوليا الداخلية | 18 يونيو 1983 | 8 أبريل 1988 | مجلس الشعب الصيني السادس ‏ | لى شيان نيان  |
| 3      | أولانهو هو مغولي ورئيس سابق لمنغوليا الداخلية، كان أول من شغل منصب نائب الرئيس بموجب الدستور الرابع لجمهورية الصين الشعبية. | Ulanhu 乌兰夫 (1907–1988) منغوليا الداخلية |               |              |                           |               |
| 4      | | وانغ زن 王震 (1909–1993) سنجان             | 8 أبريل 1988  | 12 مارس 1993 | مجلس الشعب الصيني السابع ‏ | يانج شانج كون |
| 4      | كان وانغ تشن قائد عسكري شيوعي معروفاً بقيادة جيش التحرير الشعبي إلى شينجيانغ عند تأسيس الجمهورية الشعبية. تولى وانغ في عام 1988 منصب نائب الرئيس فخريًا بعد فشل محاولته في تعيين المحافظ دينغ لي تشون في منصب الأمين العام. كان وانغ ثاني من شغل المنصب، توفي في منصبه. | وانغ زن 王震 (1909–1993) سنجان             |               |              |                           |               |
| 5      | | Rong Yiren 荣毅仁 (1916–2005) شانغهاي      | 12 مارس 1993  | 15 مارس 1998 | مجلس الشعب الصيني الثامن ‏ | جيانغ زيمين   |
| 5      | عضو جمعية البناء الوطنية الديمقراطية الصينية، وهو حزب سياسي غير شيوعي معترف به في الصين. | Rong Yiren 荣毅仁 (1916–2005) شانغهاي      |               |              |                           |               |
| 6      | | هو جينتاو 胡锦涛 (born 1942) قويتشو        | 15 مارس 1998  | 15 مارس 2003 | مجلس الشعب الصيني التاسع ‏ | جيانغ زيمين   |
| 6      | شغل هو جينتاو، الرئيس السابق للحزب في مقاطعة قويتشو ومنطقة التبت ذاتية الحكم، منصب النائب الرابع للرئيس بموجب الدستور الرابع لجمهورية الصين الشعبية. كان هو جينتاو بصفته نائباً للرئيس معروفاً بتعامله مع القصف الأمريكي على السفارة الصينية في بلغراد. كان هو أول عضو في اللجنة الدائمة للمكتب السياسي يتولى هذا المنصب منذ إقرار دستور عام 1982. أصبح هو في عام 2003 أول نائب للرئيس يتولى منصب الرئيس. | هو جينتاو 胡锦涛 (born 1942) قويتشو        |               |              |                           |               |
| 7      | | Zeng Qinghong 曾庆红 (born 1939) جيانغشي   | 15 مارس 2003  | 15 مارس 2008 | مجلس الشعب الصيني العاشر ‏ | هو جينتاو     |
| 7      | تسنغ تشينغ هونغ الذي كان المساعد السياسي لجيانغ زيمين، شغل منصب النائب الخامس للرئيس بموجب الدستور الرابع لجمهورية الصين الشعبية. وهو أيضًا عضو في اللجنة الدائمة للمكتب السياسي، كانت هناك العديد من الأصوات بشكل غير عادي معارضة لتوليه المنصب. | Zeng Qinghong 曾庆红 (born 1939) جيانغشي   |               |              |                           |               |
| 8      | | شي جين بينغ 习近平 (born 1953) شانغهاي     | 15 مارس 2008  | 14 مارس 2013 | مجلس الشعب الصيني الـ11 ‏  | هو جينتاو     |
| 8      | شي، رئيس الحزب السابق لمقاطعة جيجيانغ، ثم شنغهاي، أصبح النائب السادس للرئيس بموجب الدستور الرابع لجمهورية الصين الشعبية وثاني نائب للرئيس لصبح رئيسًا. وهو أيضاً عضو في اللجنة الدائمة للمكتب السياسي. | شي جين بينغ 习近平 (born 1953) شانغهاي     |               |              |                           |               |
| 9      | | Li Yuanchao 李源潮 (born 1950) جيانغسو     | 14 مارس 2013  | 17 مارس 2018 | مجلس الشعب الصيني الـ12 ‏  | شي جين بينغ   |
| 9      | أصبح لي، رئيس الحزب السابق في جيانغسو، النائب السابع للرئيس بموجب الدستور الرابع لجمهورية الصين الشعبية. عضو المكتب السياسي. بصفته نائبًا للرئيس، مثل لي الصين في العديد من الأحداث الدولية المهمة رمزيًا مثل حفل تأبين نيلسون مانديلا والجنازة الرسمية للي كوان يو. | Li Yuanchao 李源潮 (born 1950) جيانغسو     |               |              |                           |               |
| 10     | | Wang Qishan 王岐山 (born 1948) خونان       | 17 مارس 2018  | 10 مارس 2023 | مجلس الشعب الصيني الـ13 ‏  | شي جين بينغ   |
| 10     | اختير وانج، العضو المتقاعد من اللجنة الدائمة للمكتب السياسي والأمين السابق للجنة المركزية لفحص الانضباط المسؤول الأعلى عن مكافحة الفساد في الصين، لمنصب نائب الرئيس بسبب خبرته في الشؤون الخارجية ظاهرياً. تولي وانغ هذا المنصب من منصب نائب الرئيس منصبًا ذا أهمية كبيرة. | Wang Qishan 王岐山 (born 1948) خونان       |               |              |                           |               |
| 11     | | هان زهنغ 韩正 (born 1954) شانغهاي          | 10 مارس 2023  | في المنصب    | XIV                       | شي جين بينغ   |
| 11     | اختير هان، وهو عضو متقاعد في اللجنة الدائمة للمكتب السياسي ونائب الرئيس مجلس الدولة السابق، لمنصب نائب الرئيس. | هان زهنغ 韩正 (born 1954) شانغهاي          |               |              |                           |               |